# Clinton Hart Merriam
Clinton Hart Merriam (5 de dezembro de 1855 — 19 de março de 1942) foi um zoólogo, mamalogista, ornitólogo, entomologista, ecologista, etnógrafo, geógrafo e naturalista americano.

## Zoologia

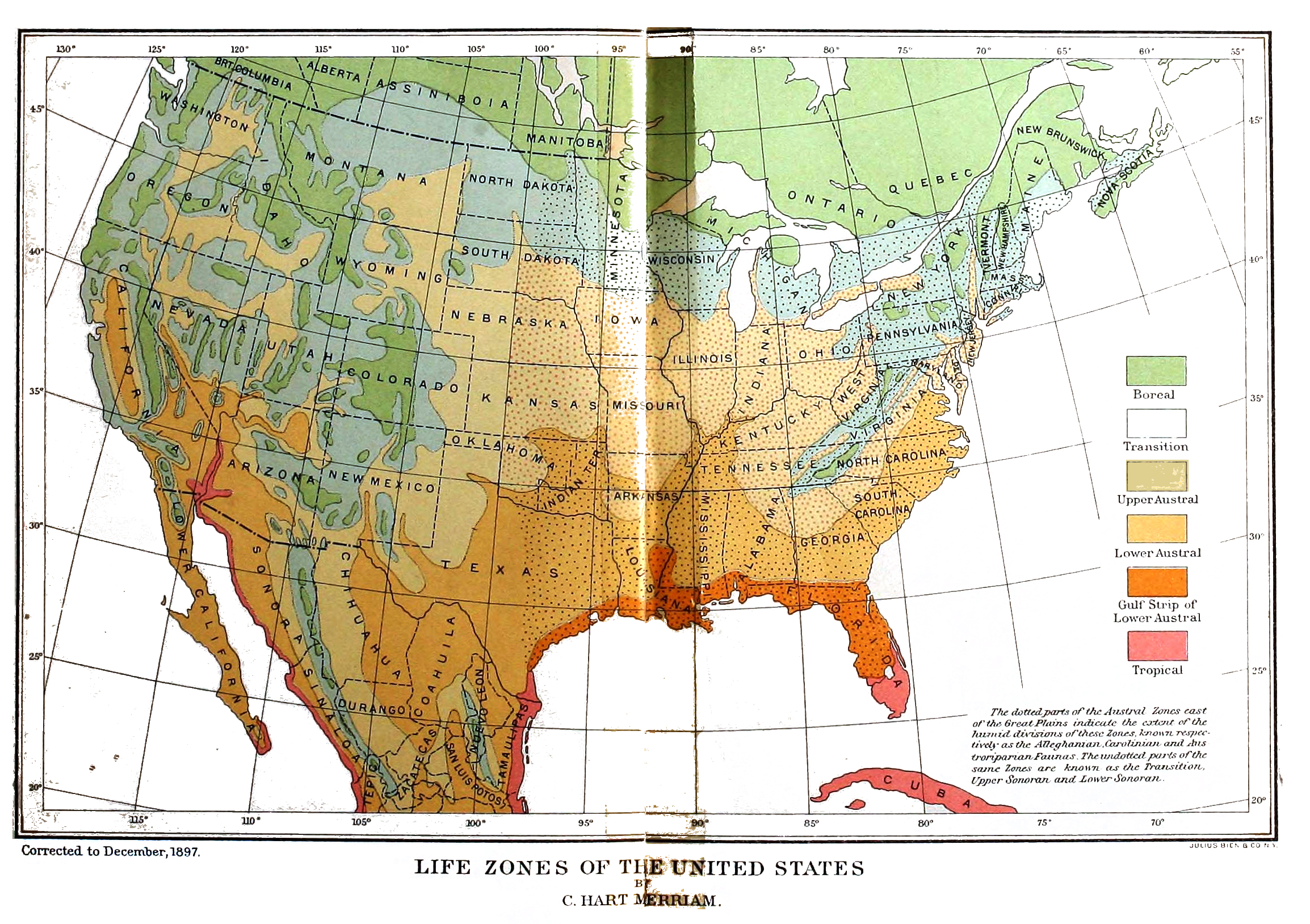
Zonas de vida e cultivo de acordo com Merriam (1898)

Em 1886, ele se tornou o primeiro chefe da Divisão de Ornitologia Econômica e Mamífero do Departamento de Agricultura dos Estados Unidos, predecessor do Centro Nacional de Pesquisa da Vida Selvagem e do Serviço de Pesca e Vida Selvagem dos Estados Unidos. Em 1883, foi membro fundador da American Ornithologists' Union.  Ele foi um dos fundadores originais da National Geographic Society em 1888. Ele desenvolveu o conceito de "zonas de vida" para classificar biomas encontrados na América do Norte ao longo de uma sequência altitudinal correspondente à sequência latitudinal zonal do Equador ao Pólo. Em mamiferogia, ele é conhecido como um divisor excessivo, propondo, por exemplo, dezenas de diferentes espécies de ursos-pardos norte-americanos em diversos gêneros.
Em 1899, ele ajudou o magnata das ferrovias E. H. Harriman a organizar uma viagem exploratória ao longo da costa do Alasca.
Algumas espécies de animais que levam seu nome são lagarto do cânion de Merriam (Sceloporus merriami), Merriam's wild turkey (Meliagris gallopavo meriami), o agora extinto alce de Merriam (Cervus elaphus merriami), o rato de bolso de Merriam (Perognathus merriami), o esquilo de Merriam (Tamias merriami) e o esquilo terrestre de Merriam (Urocitellus canus).
Sua taxonomia orientada para os detalhes e trabalho de campo minucioso foram influentes com os zoólogos por muitos anos.